# Frank
Frank je (bilo) ime valut v več državah:
- belgijski frank, nekdanja belgijska valuta
- francoski frank, nekdanja francoska valuta
- luksemburški frank, nekdanja luksemburška valuta
- švicarski frank
- pacifiški frank (CFP-frank)
- Srednjeafriški frank CFA
- Zahodnoafriški frank CFA
- frank je valuta tudi naslednjih držav, poimenovana v kombinaciji z njihovim imenom: Vzhodni Kongo, Ruanda, Burundi, Gvineja, Džibuti, Komori, Reunion, Gambija